# Fundación Ecológica Michael Otto
La Fundación Ecológica Michael Otto (en alemán: Umweltstiftung Michael Otto) es una fundación internacional de derecho civil con sede en Hamburgo, Alemania.

## Descripción
El empresario Michael Otto fundó la fundación en 1993 con el nombre Fundación Michael Otto para la Protección del Medio Ambiente (Michael Otto Stiftung für Umweltschutz) con el propósito de fomentar la protección de la naturaleza y el medio ambiente, y en particular de los mares, humedales y demás cuerpos de agua, y los recursos de agua potable. La fundación promueve ideas y proyectos innovadores y con visión de futuro, y reúne entre sus afiliados a políticos, personas del mundo de los negocios, la ciencia, la administración y la conservación de la naturaleza. Sus actividades se centran en los ámbitos de la promoción, la educación y el diálogo. En abril de 2018, la fundación adoptó su nombre actual.